# ジョージア湾

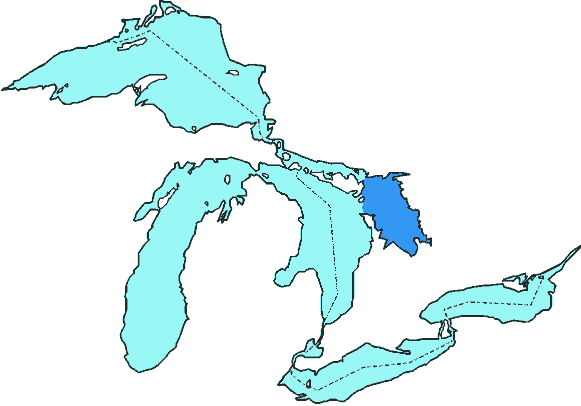
ジョージア湾の位置

ジョージア湾（ジョージアわん、英語: Georgian Bay、フランス語: Baie Georgienne）はヒューロン湖にある湾。全域がカナダのオンタリオ州内にあり、ブルース半島やマニトゥーリン島の東に広がる。北西にはノース海峡が延びる。
湾はマニトゥーリン地区、サドバリー地区、パリーサウンド地区、マスコーカ地域、シムコー郡、グレイ郡、ブルース郡に囲まれている。ブルース半島とマニトゥーリン島の間のメイン海峡によりヒューロン湖本体と繋がっている。
1615-1616年にサミュエル・ド・シャンプランがヨーロッパ人では始めてジョージア湾を探検した。1822年にイギリス海軍のヘンリー・ウルジー・ベイフィールド（Henry Wolsey Bayfield）によりイギリス国王のジョージ4世にちなんでジョージア湾と名づけられた。
ジョージア湾は長さ約190km、幅約80kmであり、面積はおよそ15,000km2でオンタリオ湖の80%ほどに相当する。ジョージア湾を独立した湖とみなせば、全域がカナダ内にある湖ではグレートベア湖、グレートスレーブ湖、ウィニペグ湖に次いで4番目の大きさとなる。
カナダ楯状地の辺縁部にあるため、特に東湾岸には多くの島、湾、入り江、フィヨルド、河口、砂州、湿地、岩石湾岸、砂浜と丸石の浜がある。東湾岸の島々はサーティサウザンド諸島（Thirty Thousand Islands）と呼ばれる。大きな島としてはパリー島（Parry Island）がある。トレント・セバーン水路がジョージア湾とオンタリオ湖を結んでいる。また、ニピシング湖からのフレンチ川などが注ぐ。湾南端部はノタワサガ湾と呼ばれる。
サーティサウザンド諸島一帯にはカナダトウヒ、ストローブマツ、ニオイヒバ、アカガシワなどの樹種が多い河畔林と北方針葉樹林があり、「ジョージア湾沿岸」として2004年にユネスコの生物圏保護区に指定された。また、南東部湾奥のマッチダッシュ湾は1996年にラムサール条約登録地となった。一帯にはマサソーガ、イースタンフォックススネーク、キボシイシガメなどの爬虫類およびヘラジカ、アメリカグマ、カナダカワウソ、アメリカテン、カンジキウサギなどの哺乳類が生息している。